# Хлеба!
Хлеба! (тат. Икмәк) — стихотворение народного поэта Башкирской АССР Мажита Гафури, написанное им в 1917 году.

## История
Впервые стихотворение «Хлеба!» было опубликовано 9 мая 1917 года в газете социалистов-революционеров «Ирек» на татарском языке. В том же году оно было опубликовано в Уфе в сборнике «Красное знамя», а в 1922 году — в Казани.
В 1950 году с некоторыми изменениями было опубликовано в первом томе шеститомного сборника «Избранные сочинения» Мажита Гафури в переводе на башкирский язык..
На русском языке в переводе Марка Шехтера стихотворение было опубликовано в 1955 году в Уфе, в сборнике «Избранное. Мажит Гафури».

## Основная мысль
В 1917 году, в период между Февральской и Октябрьской революциями, Гафури, под влиянием общественно-политической ситуации эпохи, в своем творчестве показывает жизнь простого народа в период войны и вызванного этим голода и восхваляет хлеб.